# Лопатин, Владимир Викторович
Влади́мир Ви́кторович Лопа́тин (1933—2015) — российский инженер, заслуженный строитель Российской Федерации, лауреат Государственной премии СССР.

## Биография
Родился 20 декабря 1933 года в г. Ярославле в семье офицера.
Окончил Московский горный институт, квалификация «горный инженер» (1956).
Работал во ВНИПИпромтехнологии (Всесоюзный проектно-изыскательский и научно-исследовательский институт промышленной технологии) на инженерных должностях, участвовал в проектировании стартовых комплексов для стратегических ракет, урановых рудников и других объектов Минсредмаша.
С 1964 г. главный инженер, с 1967 начальник конструкторского отдела.
В 1974 году командирован в СГАО «Висмут» (ГДР) в Проектное предприятие: зам. начальника электромеханического отдела, ГИП по тюрингским предприятиям и с 1979 года — главный инженер.
В 1982 г. вернулся во ВНИПИпромтехнологии, занимал руководящие должности, с 1987 главный инженер, в 1991—2010 директор.
Умер 17 февраля 2015 года.
Лауреат Государственной премии СССР (1977), официальная формулировка — за участие в создании комплекса медицинских барокамер для ГБО. Заслуженный строитель Российской Федерации. Награждён знаками «Шахтёрская слава» трёх степеней.